# Jena Lee
Pour les articles homonymes, voir Lee.
 (août 2009).
Si vous disposez d'ouvrages ou d'articles de référence ou si vous connaissez des sites web de qualité traitant du thème abordé ici, merci de compléter l'article en donnant les références utiles à sa vérifiabilité et en les liant à la section « Notes et références ».
Sylvia Elva Garcia (née au Chili), mieux connue sous le nom de scène Jena Lee (prononcé en anglais : [ˈdʒɛnə liː]), est une chanteuse, auteure-compositrice et violoniste française d'origine chilienne.

## Biographie
Jena Lee est une chanteuse française, née au Chili. Elle est adoptée par une famille française à l'âge de neuf mois. À 18 ans, après l'obtention de son bac, elle s'installe à Paris. Grâce à un titre de jeunesse, Banalité, Jena Lee est repérée sur Internet par un éditeur qui décide de la signer. Jena Lee ayant co-composé et écrit la moitié du premier album de Sheryfa Luna, on l'associe souvent au succès de cette dernière. En 2009, la jeune artiste sort son premier album : Vous remercier. Le premier single à en être extrait, J'aimerais Tellement, entre directement en première place des charts français.

### Enfance
Jena Lee grandit à Oloron-Sainte-Marie, dans les Pyrénées-Atlantiques, et se passionne dès l'âge de quatre ans pour la musique.
Elle enregistre ses premières chansons sur un magnétophone à 11 ans en superposant ses voix pour harmoniser et en rajoutant plein de petites voix rythmiques en background, pour pallier son manque de matériel[source insuffisante]. L'un de ses morceaux de jeunesse, Banalité, écrit et composé à 15 ans[source insuffisante], trouve comme éditeur Vital Songs. Le baccalauréat en poche, la jeune femme arrive à Paris, où elle travaille d'abord comme auteur-compositeur-topliner en écrivant et composant des chansons pour d'autres artistes.

### Débuts (2005–2010)
En 2007, Jena Lee rencontre le réalisateur Sulee B Wax, qui s'intéresse alors à son travail. Alors que la 4e saison de Popstars commence, il propose à Jena Lee de faire des essais d'écriture et de mélodie sur des instrumentales. C'est alors que Jena Lee écrit et compose la chanson Quelque part qui est chantée par la gagnante de l'émission Sheryfa Luna. Jena Lee écrit et compose au total six chansons des treize que comporte l'album Sheryfa Luna. À la suite de la composition de ces chansons, elle commence à avoir d'autres sollicitations dont Mathieu Edward avec le titre Comme avant, ainsi qu'une composition pour la comédie musicale ; en effet, elle a composé pour la chanson Main dans la main interprétée par Mehdi Kerkouche (Ptolémée) dans Cléopâtre.
En 2008, Jena Lee décide de lancer sa propre carrière d'auteur compositeur interprète, se présente et remporte le concours Urban Music Nation organisé par la radio Skyrock, dont la finale se déroule le 26 décembre 2008.

### Vous remercier(2009)
Son premier album, réalisé par Bustafunk, Vous remercier, est sorti le 2 novembre 2009 en téléchargement et le 9 novembre 2009 en physique sur le label Mercury Records, division du groupe Universal Music France. Cet opus s'est écoulé à plus de 200 000 exemplaires (double disque de platine).
Son premier single J'aimerais tellement, disponible depuis avril 2009 en écoute, est illustré d'un clip vidéo réalisé par Benjamin (Zhang bin). Il sort en CD single le 5 octobre 2009. Le single se classe en tête des ventes de singles physiques en France pendant onze semaines consécutives, d'octobre 2009 à décembre 2009. En novembre 2009, il se classe aussi durant trois semaines en tête des ventes de singles en téléchargement en France. Ce single s'est écoulé à plus de 100 000 exemplaires d'après le TOP 50.

### Ma référence(2010)

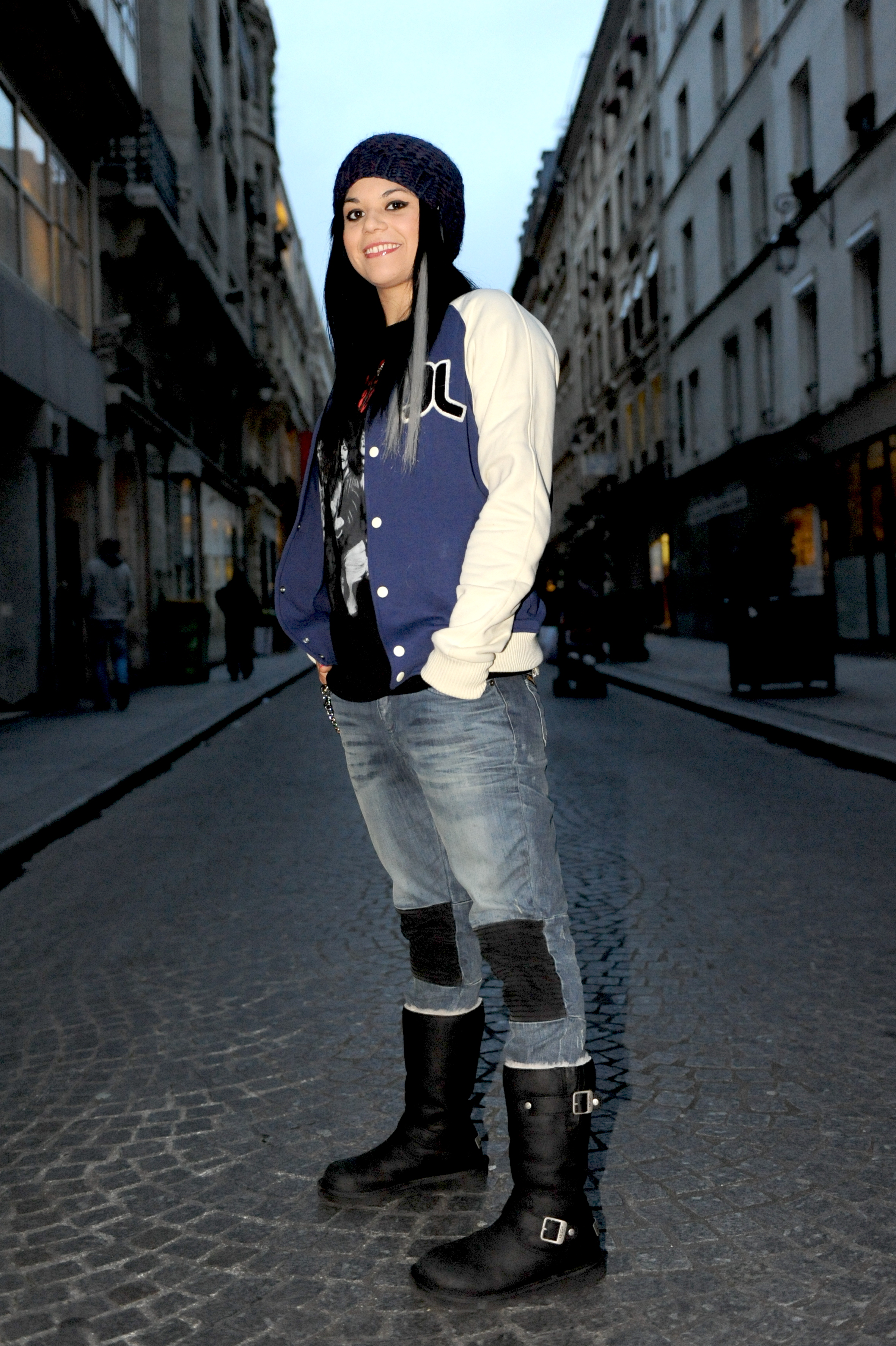
Jena Lee, le 18 novembre 2010 à Paris.

Son deuxième album, réalisé avec Bustafunk et intitulé Ma référence, sort le 1er novembre 2010 en téléchargement et le 8 novembre 2010 en physique sous le label Mercury Records, division du groupe Universal Music France. Après avoir sorti en digital les singles Éternise-moi, en duo avec le groupe Eskemo (titre étant à l'origine sélectionné pour être la BO française de Twilight, d'où l'univers du clip), et Je rêve en enfer avec Orelsan, c'est finalement US Boy qui est exploité comme premier single de ce nouvel opus.

### Pause (2011–2016)
Après la fin de sa tournée en 2011, Jena Lee décline l'offre d'Universal pour un nouvel album et décide de retourner dans l'ombre et produire un tout nouveau projet musical avec l'une de ses amies Gia Martinelli (ex journaliste/animatrice sur la radio web Goom Radio). Les deux jeunes filles quittent tout pour s'investir dans la création d'un album pop de chansons originales en français et anglais. Elles forment le groupe Dirty Diary jusqu'en 2015. En parallèle, Jena continue de composer et écrire pour d'autres chanteurs et interprète sous son vrai nom le générique de la nouvelle version de la série française Sous le soleil de Saint-Tropez.
En 2013, elle compose et écrit Un amour d'été, second single pour le groupe féminin Adict, Je t'emmène de Djany, participe à la création du premier album du chanteur Ma2x (La seule, Reste avec moi, Viens faire un tour, Sex Friends...), et co-écrit le single Je ne dirai pas les mots de Romain Ughetto.

### Dirty Diary
Jena et Gia Martinelli forment un duo musical connu sous le nom de Dirty Diary, et collaborent ensemble pour composer plusieurs dizaines de chansons entre 2011 et 2015. Le 30 avril 2015, le groupe dévoile sa première chanson sur YouTube, intitulée Je ne veux pas voir Paris brûler. Cependant, il convient de noter que cette chanson n'est pas officiellement lancée en tant que single. Outre cette première chanson, le girlband a également sorti d'autres morceaux, dont Busy et Take Me As I Aime. Ce dernier titre présentait une version anglaise ainsi qu'une version française, démontrant la volonté du groupe d'explorer différents horizons musicaux et linguistiques.
Malheureusement, bien que le duo ait publié des extraits de certaines de leurs chansons à venir, aucune d'entre elles n'a jamais été intégralement dévoilée au public. En effet, la séparation du groupe en 2015 a empêché la réalisation de leur projet d'album, qui avait été teasé par Jena sur les réseaux sociaux. Malgré l'enthousiasme suscité par cette annonce, aucune date officielle de sortie n'avait été communiquée.

### Depuis 2016
Elle continue de composer et écrire pour d’autres artistes comme Oyann ou encore Romain Ughetto avec qui elle co-écrit le titre Tout est permis présent sur l'album homonyme sorti le 22 septembre 2017. Elle participe également à l'album de Kinnie Lane, notamment en tant que compositrice sur le morceau Je te suivrai. Il est à noter que Gia Martinelli, son ancienne collègue de Dirty Diary, est également compositrice sur ce morceau. La même année, elle quitte les réseaux sociaux pour revenir fin 2019 avec l’annonce d’un nouvel album en préparation.
À l'automne 2020, Jena Lee revient en participant à deux projets : en octobre, sur le nouvel album du groupe Eskemo, Manichéisme, elle apparait en featuring sur la chanson Ensemble. Le clip est tourné dans un château au Pays basque ; en novembre, elle apparait en guest sur la reprise rock de son tube J’aimerais Tellement par le chanteur lyonnais Romain Ughetto et le groupe Eskemo. Le rappeur Kaza sample et sort un remix de son morceau j'aimerais tellement. Elle annonce également en postant un extrait sur son compte TikTok qu'elle prépare une version modernisée de son titre US Boy, qui sortira comme single. 

## Influences, style et image
Jena Lee définissait autrefois son style musical comme de « l'emo RnB » ou « RnB émotionnel », ayant mixé les styles musicaux qu'elle aime « en mélangeant le côté guitare saturée avec un beat urbain, synthé, piano ». Selon elle, c'est avant tout « l'état d'esprit [des] textes qui ont un côté dark avec une touche d'espoir ».
Des polémiques ont existé quant à la pertinence de ce terme à l'époque de sa revendication [réf. nécessaire]. Le terme « emo RnB » ne correspondrait pas à « emocore RnB » mais à « emotional RnB ».
Elle est toutefois reconnue comme étant une chanteuse ne proposant pas un RnB conventionnel, sa musique étant largement teintée de pop voire de quelques influences plus metal. Aujourd'hui son style se définirait plus par de la dark pop[réf. nécessaire].
En concert, Jena a terminé une tournée de 70 dates dans toute la France[réf. nécessaire] avec le batteur du groupe Pleymo. Sur scène, elle met de côté le RnB (formation scène : batteur bassiste pianiste guitariste).

## Discographie

### Albums studio
| Année | Albums         | Classement des ventes | Classement des ventes | Récompense  |
| Année | Albums         | FR                    | FR TL                 | FR          |
| ----- | -------------- | --------------------- | --------------------- | ----------- |
| 2009  | Vous remercier | 6                     | 10                    | 2 × Platine |
| 2010  | Ma référence   | 11                    | 5                     | Or          |

### Singles
| Année | Singles                                                 | Classement des ventes | Classement des ventes | Récompense |
| Année | Singles                                                 | FR                    | FR TL                 | FR         |
| ----- | ------------------------------------------------------- | --------------------- | --------------------- | ---------- |
| 2009  | J'aimerais tellement                                    | 1                     | 1                     | Platine    |
| 2009  | Je me perds                                             | 4                     | 12                    |            |
| 2010  | Du style                                                | 10                    | 46                    |            |
| 2010  | Je rêve en enfer (feat. Orelsan)                        | -                     | 22                    |            |
| 2010  | Éternise-moi (feat. Eskemo)                             | -                     | -                     |            |
| 2010  | US Boy                                                  | 93                    | 27                    |            |
| 2011  | Mon Ange                                                | -                     | -                     |            |
| 2015  | Je ne veux pas voir Paris brûler (feat. Gia Martinelli) | -                     | -                     |            |
| 2020  | Ensemble (avec Eskemo)                                  | -                     | -                     |            |
| 2020  | J'aimerais tellement (avec Romain Ughetto & Eskemo)     | -                     | -                     |            |